# Ariaferma
Pour plus de détails, voir Fiche technique et Distribution.
Ariaferma est un film italien réalisé par Leonardo Di Costanzo, sorti en 2021.

## Synopsis
Les gardiens et les détenus d'une prison en train d'être désaffectée attendent leur transfert.

## Fiche technique
Sauf indication contraire, les informations mentionnées dans cette section peuvent être confirmées par la base de données cinématographiques IMDb,  présente dans la section « Liens externes ».
- Titre : Ariaferma
- Réalisation : Leonardo Di Costanzo
- Scénario : Leonardo Di Costanzo, Bruno Oliviero et Valia Santella
- Musique : Pasquale Scialò
- Photographie : Luca Bigazzi
- Montage : Carlotta Cristiani
- Production : Carlo Cresto-Dina
- Société de production : Tempesta, Amka Films Productions, Vision Distribution, Rai Cinema et RSI-Radiotelevisione Svizzera
- Pays de production :  Italie et  Suisse
- Genre : Drame
- Durée : 117 minutes
- Dates de sortie : 
  - Italie : 14 octobre 2021
  - France : 16 novembre 2022

## Distribution
- Toni Servillo : Gaetano Gargiuolo
- Silvio Orlando : Carmine Lagioia
- Fabrizio Ferracane : Franco Coletti
- Salvatore Striano : Cacace
- Roberto De Francesco : Buonocore
- Pietro Giuliano : Fantaccini
- Nicola Sechi : Arzano
- Leonardo Capuano : Sanna
- Antonio Buíl : Bertoni
- Giovanni Vastarella : Mazzena
- Francesca Ventriglia : la directrice

## Accueil

### Critique
En France, le site Allociné propose une moyenne de 3,5⁄5, après avoir recensé 14 critiques de presse.

## Distinctions
Le film a été nommé pour onze David di Donatello 2022 et a remporté celui du meilleur acteur pour Silvio Orlando et celui du meilleur scénario original.